# Palais d'Orléans (Palerme)
Pour les articles homonymes, voir palais d'Orléans.
Le palais d'Orléans (en italien : palazzo d'Orléans) est une ancienne résidence princière construite au XVIIIe siècle, à Palerme. Après avoir longtemps été la propriété de la maison d'Orléans, le palais abrite la présidence de la région sicilienne depuis 1947.
L'actuel hôte du palais est Renato Schifani, président de la Région sicilienne depuis le 14 octobre 2022.

## Histoire
Bâti face au palais des Normands, la construction du futur palais d'Orléans débute en 1775, grâce l'abbé Gianfrancesco Monroy, deuxième fils d'Alonso de Monroy, prince de Pandolfina et vicaire général du Val di Mazara. Confisqué, il est acheté aux enchères par le marchand Antonino Oliveri, qui l'agrandit considérablement entre 1784 et 1806, à gauche et à droite, en ajoutant un troisième niveau. 
En 1809, le palais est loué par le prince Louis-Philippe d'Orléans, réfugié en Sicile pour échapper aux forces du Premier Empire, puis il l'achète, avec les palais adjacents Gerardi et Bentivegna et les maisons Greco et Vitale. Le prince s'y installe avec son épouse, la princesse Marie-Amélie de Bourbon-Siciles, qui y donne le jour à leurs trois premiers enfants (Ferdinand-Philippe, Louise et Marie). Des travaux d'agrandissement sont engagés par la création de la salle des colonnes — la chambre du couple princier puis la salle du conseil régional de 1947 à 1967 —, de la chapelle et des caves. Il acquiert également un terrain voisin, dont la Fossa della Garofala, planté, à la suite du prince d'Aci, de ficus (agrandi, il sera ouvert  au public le 5 novembre 1955, à l'occasion de la visite présidentielle de Giovanni Gronchi). 
Malgré son retour en France en 1814, la famille d'Orléans reste en possession du palais, mais le délaissera. À la mort de Philippe d'Orléans, en août 1850, la reine Marie-Amélie hérite des biens palermitains. Elle fait don, en 1855, du palais d'Orléans et du domaine de 63 hectares qui l'entoure à son fils le duc d'Aumale, qui fait aménager une deuxième salle de réception en 1857 et héberge des activités favorable au Risorgimento. À sa mort, le palais passe au prétendant français Philippe d'Orléans, duc d'Orléans, qui l'agrandit encore avant de mourir en 1926. 
La résidence passe alors à sa sœur, la reine Amélie de Portugal, qui le vend deux ans plus tard à son cousin, le duc de Guise. Le 10 février 1929, le palais accueille les épousailles de la princesse Françoise d'Orléans et du prince Christophe de Grèce. C'est également au palais d'Orléans que fut célébré le mariage du prince Henri d'Orléans, comte de Paris et de la princesse Isabelle d'Orléans-Bragance. Les festivités débutèrent le 7 avril 1931, la veille de la bénédiction nuptiale par un grand bal. Puis le lendemain, le huit avril 1931, à l'issue de la cérémonie religieuse, un déjeuner pour mille invités y fut servi, à l'issue duquel les jeunes mariés vinrent saluer au balcon la foule de leurs partisans ayant fait le voyage depuis la France.
En 1940, ses quatre enfants hériteront de la propriété qui est réquisitionnée le 11 décembre par le gouvernement italien. En août 1943, les forces alliées y installent leur bureau après leur débarquement en Sicile. Les meubles, les objets d'art, la vaisselle et l'argenterie disparaissent.

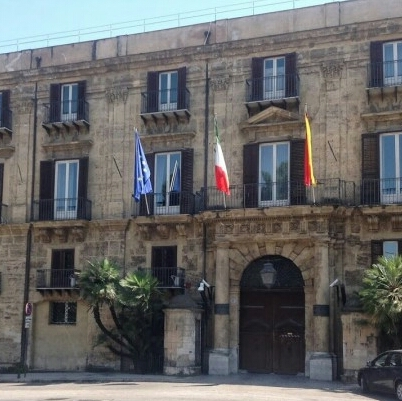
La porte du palais avec le drapeaux italien, sicilien et européen.

Le 29 août 1947, il devient le siège de la présidence et du conseil de la région sicilienne. Cependant, la Commission de conciliation italo-française de 1950 impose la restitution du palais à son propriétaire légitime, le comte de Paris. Le président Giuseppe Alessi décrète le 14 mai 1953 l'achat des biens pour 210 millions de lires. En 1956, le bâtiment Bentivegna est rasé pour y construire un immeuble de sept étages abritant les bureaux du Secrétariat général de la présidence.